# Kallitaxila ornata
Kallitaxila ornata är en insektsart som först beskrevs av Haupt 1926.  Kallitaxila ornata ingår i släktet Kallitaxila och familjen Tropiduchidae. Inga underarter finns listade i Catalogue of Life.